# Staré Město, Svitavy
Staré Město là một làng thuộc huyện Svitavy, vùng Pardubický, Cộng hòa Séc.